# Anemia ahenobarba
Anemia ahenobarba là một loài dương xỉ trong họ Anemiaceae. Loài này được Christ mô tả khoa học đầu tiên năm 1900.